# 크리시스
크리시스 또는 크리시스 그룹(Krisis Groupe)은 1986년에 조직된 단체로 "자본가에 대한 급진적 비판을 수행하는 이론가 포럼"이다. 이 그룹의 구성원은 로버트 쿠르즈, 로스비타나 숄즈, 노르베르트 트렝클, 에른스트 로호프, 아킴 벨가르트, 프란쯔 샨들이다.
저널 크리시스에서, 이 그룹은 자본론에서의 상품, 가치와 부에 대한 마르크스의 분석에 대하여, 근본적인 재해석을 함으로써 현대의 자본주의 사회에 대한 비판론을 제기한다.
또한, 반노동 선언(Manifesto Against Labour)에서, 크리시스는 계급 투쟁을 역사의 원동력으로 보는 전통적인 마르크주의자들의 해석에 대해 의의를 제기한다. 크리시스에 의하면, 계급 문제는 없다.
프롤레타리아와 부르주아지 사이의 투쟁은 혁명 계급과 그 압제자들 사이의 투쟁이 아니라 오히려 자본주의의 구성 요소이며, 하나의 단일한 "노동 캠프"를 형성하고 있는, 두 개의 대립되는 이해관계들 사이의 투쟁이다. 뿐만 아니라, 전통적인 마르크스주의에 반하여, 크리시스는 자본주의에 대한 투쟁이 노동의 해방을 위한 투쟁이 아니라 오히려 노동으로부터의 해방을 위한 투쟁이 되어야 한다고 주장한다.

## 같이 보기
- 상품물신성

## 참조
1. ↑  “영어판 반노동 선언”. 2008년 9월 23일에 원본 문서에서 보존된 문서. 2008년 6월 2일에 확인함.
2. ↑  크리시스, 편집. (2007). 《노동을 거부하라!》. 이후. 11쪽. ISBN 9788961570053.